# スム県
スム県(Soum)はブルキナファソのサヘル地方の県。
県都はジボ。 
2006年の人口は約34.8万人。

## 行政区画

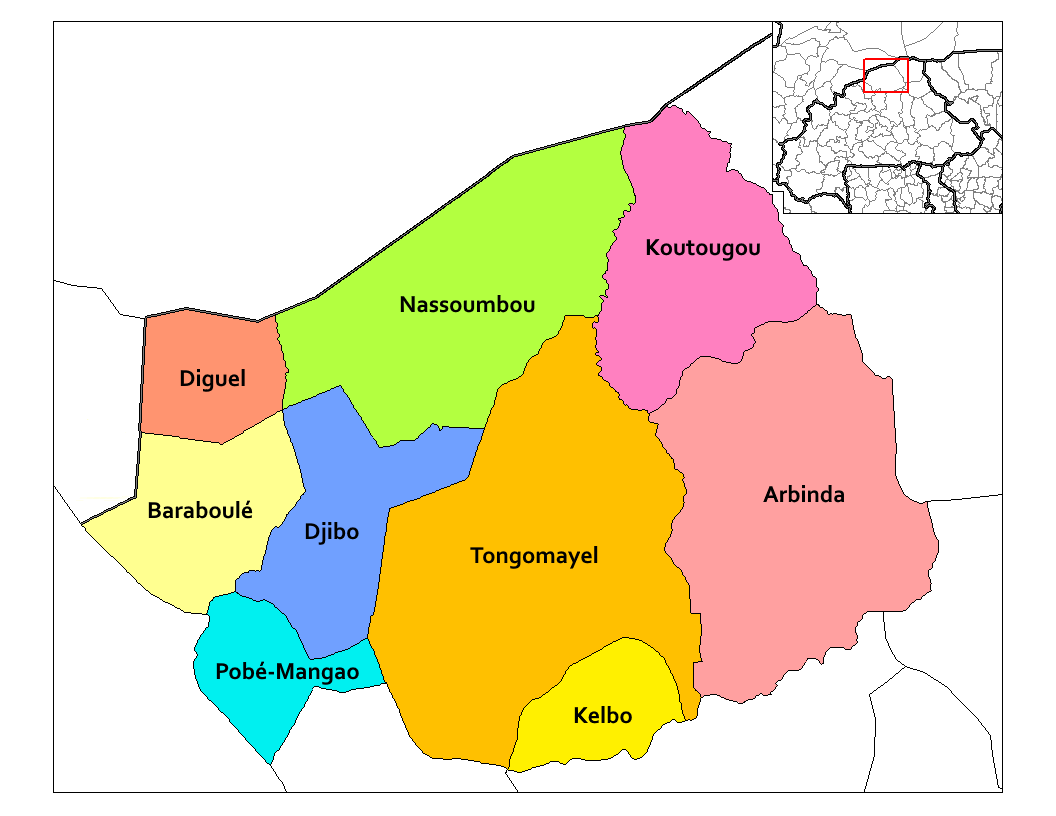
スム県の郡

- アリビンガ郡
- コトゥーグー郡
- ジボ郡
- ディグエル郡
- トンゴマイエル郡
- ナサムフォ郡
- バラボレ郡
- ポベ＝メンガオ郡

## 地理
- 北：マリ
- 東：ウダラン県
- 南東：セノ県
- 南南東：ナメテンガ県
- 南：サンマテンガ県
- 南西：バム県
- 西：ロルム県

## 治安
- 2019年12月24日、アルビンダの政府軍基地が武装組織の襲撃を受け7人が死亡。同月中にボコ・ハラムの分派であるイスラム国西アフリカ州（ISWAP）が犯行声明を出した[1]。